# Круглов Захар Михайлович
Захар Михайлович Круглов (5 вересня 1906, село Ріпна, тепер Хмельницького району Хмельницької області — ?) — український радянський діяч, лікар-хірург. Депутат Дрогобицької обласної ради депутатів трудящих.

## Життєпис
У 1924—1930 роках — секретар сільської ради, секретар виконавчого комітету районної ради.
З 1930 року працював робітником Харківського тракторного заводу.
У 1936 році закінчив Харківський медичний інститут.
З 1936 до 1940 року працював лікарем-хірургом у лікарнях Житомирської області.
Член ВКП(б) з березня 1940 року. 
У 1940 — червні 1941 року — заступник завідувача Житомирського обласного відділу охорони здоров'я.
З червня 1941 до лютого 1947 року — в Червоній армії, учасник німецько-радянської війни. Служив лікарем-хірургом військового госпіталю № 407, евакуаційного госпіталю  № 2036, був помічником начальником медичної частини сортувального евакуаційного госпіталю № 398 1-го Українського фронту та Центральної групи радянських військ.
18 липня 1947 — 5 вересня 1952 року — завідувач Дрогобицького обласного відділу охорони здоров'я.
Подальша доля невідома.

## Звання
- воєнлікар 2-го рангу
- майор медичної служби

## Нагороди
- орден Червоної Зірки (18.05.1945)
- орден «Знак Пошани» (23.01.1948)
- медаль «За перемогу над Німеччиною у Великій Вітчизняній війні 1941—1945 рр.» (1945)